# بنتلی، سافک
بنتلی، سافک (به انگلیسی: Bentley, Suffolk) یک محله مدنی و روستا در بریتانیا است که در بابرگ واقع شده‌است. بنتلی ۷۷۶ نفر جمعیت دارد.